# Mark Streit
Pour les articles homonymes, voir Streit.
Temple de la renommée de l'IIHF : 2020
Mark Streit, né le 11 décembre 1977 à Englisberg en Suisse, est un joueur professionnel suisse de hockey sur glace évoluant en tant que défenseur, mais il peut jouer à l'avant même s'il est naturellement à la ligne bleue.

## Biographie
Formé au CP Berne, Mark Streit a fait ses débuts en Ligue nationale A avec le HC Fribourg-Gottéron lors de la saison 1995-1996. Il rejoint, après une saison passée à Fribourg, le HC Davos d'Arno Del Curto. En 1998, il est convoqué par Ralph Krueger pour son premier championnat du monde. Ses performances en club et en équipe de Suisse lui permettent de tenter une première fois sa chance en Amérique du Nord. Il y passe une saison, jouant avec les Tiger Sharks de Tallahassee dans la East Coast Hockey League, avec les Falcons de Springfield, dans la Ligue américaine et les Grizzlies de l'Utah dans la Ligue internationale de hockey. En 2000, Streit décide de revenir en Suisse, où il s’engage avec le ZSC Lions. Il y joue plusieurs saisons, y remporte deux titres de champion de Suisse et deux coupes continentales. Streit devient également le capitaine de l’équipe nationale suisse.
Il est repêché par les Canadiens de Montréal au 9e tour (262e choix au total) lors du repêchage d'entrée 2004 de la Ligue nationale de hockey. Après une dernière saison en Suisse en 2004-2005, Streit fait ses débuts dans la LNH au cours de la saison 2005-2006.
Streit a joué plus de la moitié des matchs de la saison 2005-2006 et devient le premier joueur de champ suisse à avoir disputé autant de rencontres dans la LNH. Au terme de la saison, les dirigeants ont renouvelé son contrat pour 2 ans et cette fois-ci en « one-way ».
Lors de la saison 2006-2007, il s'assure une place de défenseur au sein de l'équipe. De plus, l'entraineur le fait également jouer en attaque.
Le 1er juillet 2008 il signe un contrat de cinq ans avec les Islanders de New York pour 20,5 millions de dollars.
Il est sélectionné pour les 57e Match des étoiles de la Ligue nationale de hockey pour l'association de l'Est, devenant ainsi le premier Suisse à recevoir cet honneur. Lors de ce match, se déroulant le 25 janvier 2009, au Centre Bell à Montréal, il a reçu deux mentions d'assistance. Lors de cette manifestation, il a participé également le 24 janvier 2009 aux concours d'habileté dans les catégories de tir le plus puissant et de tirs au but.
Il termine la saison 2008-2009 avec une fiche de 56 points, ce qui fait de lui le défenseur le plus prolifique de la moins bonne formation de NHL. Il est nommé capitaine de l'équipe de Suisse pour les championnats du monde 2009, disputés en Suisse (à Berne et à Kloten).
Quelques jours avant le début de la saison 2010-2011, il se blesse à l'épaule et manque par la suite toute la saison de sa franchise. Rétabli pour disputer le championnat du monde 2011, il ne reçoit pas le feu vert du directeur général des Islanders, Garth Snow.
Le 21 septembre 2011, il est nommé 13e capitaine de l'histoire des Islanders de New York. Il est ainsi le premier Suisse à recevoir cet honneur de la part d'une franchise de la Ligue nationale de hockey.
Alors que son contrat arrive à terme, il est échangé par les Islanders le 12 juin 2013 aux Flyers de Philadelphie en retour du choix de quatrième ronde des Flyers au repêchage de 2014 et du joueur de ligue mineure Shane Harper. Il y signe durant l'été un contrat de 4 ans d'une valeur totale de 22 millions US$.
Le 1er mars 2017, lors de la dernière journée des transactions, Mark Streit se trouve échangé deux fois : les Flyers l'envoient au Lightning contre Valtteri Filppula, un choix de quatrième ronde et un choix conditionnel de septième ronde. Une heure plus tard, Tampa Bay l'échange aux Penguins de Pittsburgh en retour d'un choix de quatrième ronde.
La saison 2016-2017 des Penguins se solde par une victoire de la Coupe Stanley. Bien que Mark Streit ne remplisse pas les critères pour voir son nom gravé sur la coupe, les Penguins en font la demande auprès de la ligue, qui accepte cette dérogation. Mark Streit voit ainsi son nom gravé sur le trophée le plus prestigieux dans le monde du hockey.
Le 25 juillet 2017, il signe un contrat d'un an avec les Canadiens de Montréal, l'équipe qui l'a repêché et avec laquelle il avait disputé 205 matchs entre 2005 et 2008, mais il annonce sa retraite le 30 octobre de la même année et la fin de son contrat avec le club québécois alors qu'il n'a pas été réclamé au ballotage.

## Statistiques
Pour les significations des abréviations, voir Statistiques du hockey sur glace.
| Saison     | Équipe                      | Ligue      |              | Saison régulière | Saison régulière | Saison régulière | Saison régulière | Saison régulière | Saison régulière |    | Séries éliminatoires | Séries éliminatoires | Séries éliminatoires | Séries éliminatoires | Séries éliminatoires | Séries éliminatoires |
| Saison     | Équipe                      | Ligue      | PJ           | B                | A                | Pts              | Pun              | +/-              | PJ               | B  | A                    | Pts                  | Pun                  | +/-                  |                      |                      |
| 1995-1996  | HC Fribourg-Gottéron        | LNA        | 33           | 2                | 2                | 4                | 6                |                  | 4                | 0  | 0                    | 0                    | 2                    | [ Note 1 ]           |                      |                      |
| 1996-1997  | HC Davos                    | LNA        | 46           | 2                | 9                | 11               | 18               |                  | 6                | 0  | 0                    | 0                    | 0                    |                      |                      |                      |
| 1997-1998  | HC Ambri-Piotta             | LNA        | 2            | 0                | 0                | 0                | 0                |                  | -                | -  | -                    | -                    | -                    | -                    |                      |                      |
| 1997-1998  | HC Davos                    | LNA        | 38           | 4                | 10               | 14               | 14               |                  | 18               | 1  | 5                    | 6                    | 20                   |                      |                      |                      |
| 1998-1999  | HC Davos                    | LNA        | 44           | 7                | 18               | 25               | 42               | -                | 6                | 3  | 3                    | 6                    | 8                    |                      |                      |                      |
| 1999-2000  | Tiger Sharks de Tallahassee | ECHL       | 14           | 0                | 5                | 5                | 16               | +5               | -                | -  | -                    | -                    | -                    | -                    |                      |                      |
| 1999-2000  | Falcons de Springfield      | LAH        | 43           | 3                | 12               | 15               | 18               | -4               | 5                | 0  | 0                    | 0                    | 2                    | 4                    |                      |                      |
| 1999-2000  | Grizzlies de l'Utah         | LIH        | 1            | 0                | 1                | 1                | 2                | -1               | -                | -  | -                    | -                    | -                    | -                    |                      |                      |
| 2000-2001  | ZSC Lions                   | LNA        | 44           | 5                | 11               | 16               | 48               |                  | 16               | 2  | 5                    | 7                    | 37                   |                      |                      |                      |
| 2001-2002  | ZSC Lions                   | LNA        | 28           | 7                | 16               | 23               | 36               |                  | 14               | 0  | 6                    | 6                    | 10                   |                      |                      |                      |
| 2002-2003  | ZSC Lions                   | LNA        | 37           | 4                | 20               | 24               | 62               |                  | 12               | 1  | 7                    | 8                    | 2                    |                      |                      |                      |
| 2003-2004  | ZSC Lions                   | LNA        | 48           | 12               | 24               | 36               | 78               |                  | 13               | 5  | 2                    | 7                    | 14                   |                      |                      |                      |
| 2004-2005  | ZSC Lions                   | LNA        | 44           | 14               | 29               | 43               | 46               |                  | 15               | 4  | 11                   | 15                   | 20                   |                      |                      |                      |
| 2005-2006  | Canadiens de Montréal       | LNH        | 51           | 2                | 9                | 11               | 28               | -6               | 1                | 0  | 0                    | 0                    | 0                    | 0                    |                      |                      |
| 2006-2007  | Canadiens de Montréal       | LNH        | 76           | 10               | 26               | 36               | 14               | -5               | -                | -  | -                    | -                    | -                    | -                    |                      |                      |
| 2007-2008  | Canadiens de Montréal       | LNH        | 81           | 13               | 49               | 62               | 28               | -6               | 11               | 1  | 3                    | 4                    | 8                    | -1                   |                      |                      |
| 2008-2009  | Islanders de New York       | LNH        | 74           | 16               | 40               | 56               | 62               | 6                | -                | -  | -                    | -                    | -                    | -                    |                      |                      |
| 2009-2010  | Islanders de New York       | LNH        | 82           | 11               | 38               | 49               | 48               | 0                | -                | -  | -                    | -                    | -                    | -                    |                      |                      |
| 2010-2011  | Islanders de New York       | LNH        | N'a pas joué | N'a pas joué     | N'a pas joué     | N'a pas joué     | N'a pas joué     | N'a pas joué     | -                | -  | -                    | -                    | -                    | -                    |                      |                      |
| 2011-2012  | Islanders de New York       | LNH        | 82           | 7                | 40               | 47               | 46               | -27              | -                | -  | -                    | -                    | -                    | -                    |                      |                      |
| 2012-2013  | CP Berne                    | LNA        | 32           | 7                | 19               | 26               | 30               | +19              | -                | -  | -                    | -                    | -                    | -                    |                      |                      |
| 2012-2013  | Islanders de New York       | LNH        | 48           | 6                | 21               | 27               | 22               | -14              | 6                | 2  | 3                    | 5                    | 4                    | -1                   |                      |                      |
| 2013-2014  | Flyers de Philadelphie      | LNH        | 82           | 10               | 34               | 44               | 44               | 3                | -                | -  | -                    | -                    | -                    | -                    |                      |                      |
| 2014-2015  | Flyers de Philadelphie      | LNH        | 81           | 9                | 43               | 52               | 36               | -8               | -                | -  | -                    | -                    | -                    | -                    |                      |                      |
| 2015-2016  | Flyers de Philadelphie      | LNH        | 62           | 6                | 17               | 23               | 18               | -1               | 6                | 0  | 1                    | 1                    | 6                    | 0                    |                      |                      |
| 2016-2017  | Flyers de Philadelphie      | LNH        | 49           | 5                | 16               | 21               | 22               | -10              | -                | -  | -                    | -                    | -                    | -                    |                      |                      |
| 2016-2017  | Penguins de Pittsburgh      | LNH        | 19           | 1                | 5                | 6                | 6                | -2               | 3                | 0  | 2                    | 2                    | 0                    | -1                   |                      |                      |
| 2017-2018  | Canadiens de Montréal       | LNH        | 2            | 0                | 0                | 0                | 0                | -2               | -                | -  | -                    | -                    | -                    | -                    |                      |                      |
| Totaux LNA | Totaux LNA                  | Totaux LNA | 395          | 54               | 158              | 222              | 380              |                  | 104              | 16 | 39                   | 55                   | 113                  |                      |                      |                      |
| Totaux LNH | Totaux LNH                  | Totaux LNH | 786          | 96               | 338              | 434              | 374              | -73              | 34               | 4  | 11                   | 15                   | 18                   | -3                   |                      |                      |

| Année | Compétition               |   | PJ | B | A | Pts | Pun | +/-          |  | Résultat |
| 1996  | CM -20 ans                | 5 | 1  | 0 | 1 | 4   | -6  | 9e place     |  |          |
| 1997  | Qualifications olympiques | 4 | 0  | 0 | 0 | 2   | -1  | Non qualifié |  |          |
| 1997  | CM Jr.                    | 6 | 2  | 0 | 2 | 31  | +4  | 6e place     |  |          |
| 1998  | CM                        | 9 | 0  | 0 | 0 | 2   |     | 4e place     |  |          |
| 1999  | CM                        | 6 | 4  | 0 | 4 | 2   | +2  | 8e place     |  |          |
| 2000  | CM                        | 7 | 0  | 1 | 1 | 4   | -2  | 8e place     |  |          |
| 2001  | CM                        | 6 | 0  | 3 | 3 | 2   | +3  | 9e place     |  |          |
| 2002  | JO                        | 4 | 1  | 1 | 2 | 0   | +2  | 11e place    |  |          |
| 2002  | CM                        | 6 | 0  | 3 | 3 | 4   | +2  | 9e place     |  |          |
| 2003  | CM                        | 7 | 0  | 4 | 4 | 10  | +2  | 8e place     |  |          |
| 2004  | CM                        | 7 | 1  | 1 | 2 | 2   | +1  | 8e place     |  |          |
| 2005  | Qualifications olympiques | 3 | 1  | 2 | 3 | 8   | 0   | Qualifié     |  |          |
| 2005  | CM                        | 7 | 1  | 6 | 7 | 4   | +1  | 8e place     |  |          |
| 2006  | JO                        | 6 | 2  | 1 | 3 | 6   | +1  | 6e place     |  |          |
| 2006  | CM                        | 6 | 0  | 3 | 3 | 6   | +4  | 9e place     |  |          |
| 2007  | CM                        | 7 | 1  | 3 | 4 | 6   | -3  | 8e place     |  |          |
| 2009  | CM                        | 6 | 1  | 4 | 5 | 8   | -3  | 9e place     |  |          |
| 2010  | JO                        | 5 | 0  | 3 | 3 | 0   | -2  | 8e place     |  |          |
| 2012  | CM                        | 7 | 2  | 2 | 4 | 6   | -5  | 11e place    |  |          |
| 2014  | JO                        | 4 | 0  | 1 | 1 | 2   | 0   | 9e place     |  |          |

## Distinctions
- Champion de Suisse en 2000 et 2001 avec les ZSC Lions.
- Vainqueur de la Coupe continentale en 2001 et 2002 avec les ZSC Lions.
- Ancien capitaine de l'équipe nationale.
- Récipiendaire du trophée Jacques Beauchamp pour la saison 2006-2007 et 2007-2008[15].
- Nommé dans l'équipe d'étoiles du championnat de Suisse 2012-2013[Note 3].
- Vainqueur de la Coupe Stanley 2017 avec les Penguins de Pittsburgh.